# Salzmagazin (Museumsinsel)

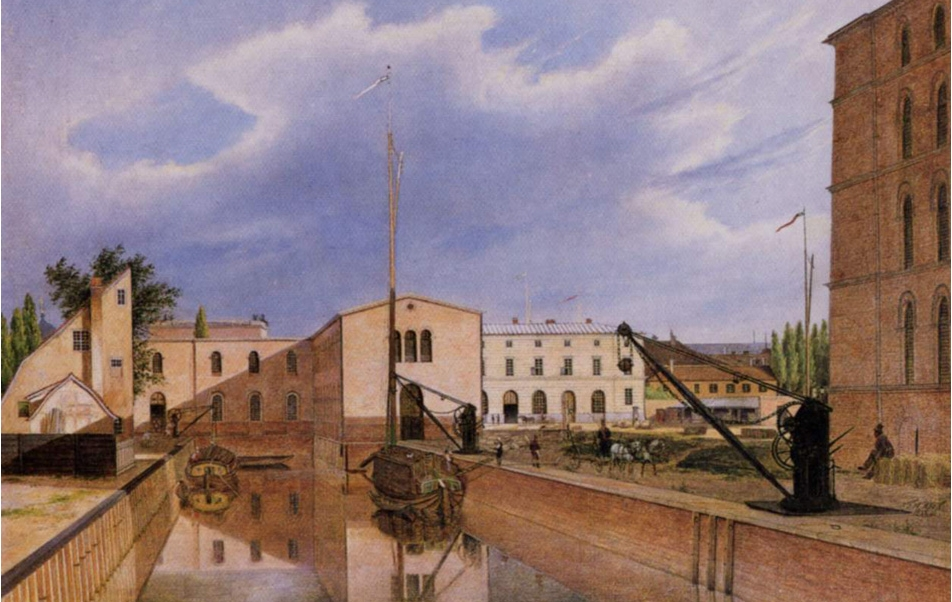
Das Salzmagazin auf der Berliner Museumsinsel lag am Ende des Salzgrabens. Rechts: der fünfgeschossige große Speicher des Neuen Packhofs.
Gemälde von Friedrich Wilhelm Klose, 1835

Das königliche Salzmagazin auf der Berliner Museumsinsel war ein dem preußischen König gehörendes Lagerhaus für Pökel- und Speisesalz. Es wurde 1834 am Ende eines Stichkanals errichtet und musste 1897 dem Ausbau des Museumsareals weichen.

## Der Salzhandel in Preußen: ein königliches Monopol
Die Salzproduktion und der Salzhandel gehörten in Preußen zu den königlichen Vorrechten (Regalien), das heißt, der preußische König hatte das Monopol auf diese Wirtschaftstätigkeit. Da die Bevölkerung täglich für verschiedene Zwecke (Schmackhaftmachung der Speisen, Konservierung von Lebensmitteln) Salz benötigte, gewährleistete dieses Monopol dem König eine sichere Einnahmequelle. Mit der Androhung drastischer Strafen (Galgen) setzte der König die Beachtung des Monopols durch und zwang die Bevölkerung auf diese Weise, nur Salz aus der königlichen Salzproduktion zu konsumieren. Zur Lagerung des Salzes verfügte der Staat in Berlin über verschiedene Salzhäuser bzw. Salzmagazine, so beispielsweise den großen Salzhof in Neukölln.

## Die frühe Museumsinsel: ein Gewerbegebiet
Das Gelände der Berliner Museumsinsel wurde (vor und parallel zu) der Errichtung der heute dort vorhandenen Museumsbauten lange Zeit in starkem Maße gewerblich genutzt. Dort befand sich im alten Orangerie-Haus der sogenannte Neue Packhof, in dem Exportwaren gelagert wurden. In der unmittelbaren Nachbarschaft wurde auch ein Mehllagerhaus der Berliner Bäckerinnung sowie das Welpersche Badehaus errichtet. Außerdem bestanden hier Werkstätten, unter anderem das Atelier des Bildhauers August Kiss. Für gewerbliche Zwecke waren ferner mehrere Speicher und Remisen auf dem Gelände vorhanden. 1832 wurden der Alte und der Neue Packhof auf einer einzigen Fläche auf der Museumsinsel zusammengelegt und durch Karl Friedrich Schinkel mit neuen größeren Gebäuden ausgestattet. In diesem Kontext ist auch die Errichtung des Salzmagazins auf der Museumsinsel zu sehen, das der Packhofverwaltung angegliedert war.

## Erschließung auf dem Wasserweg: der Salzgraben

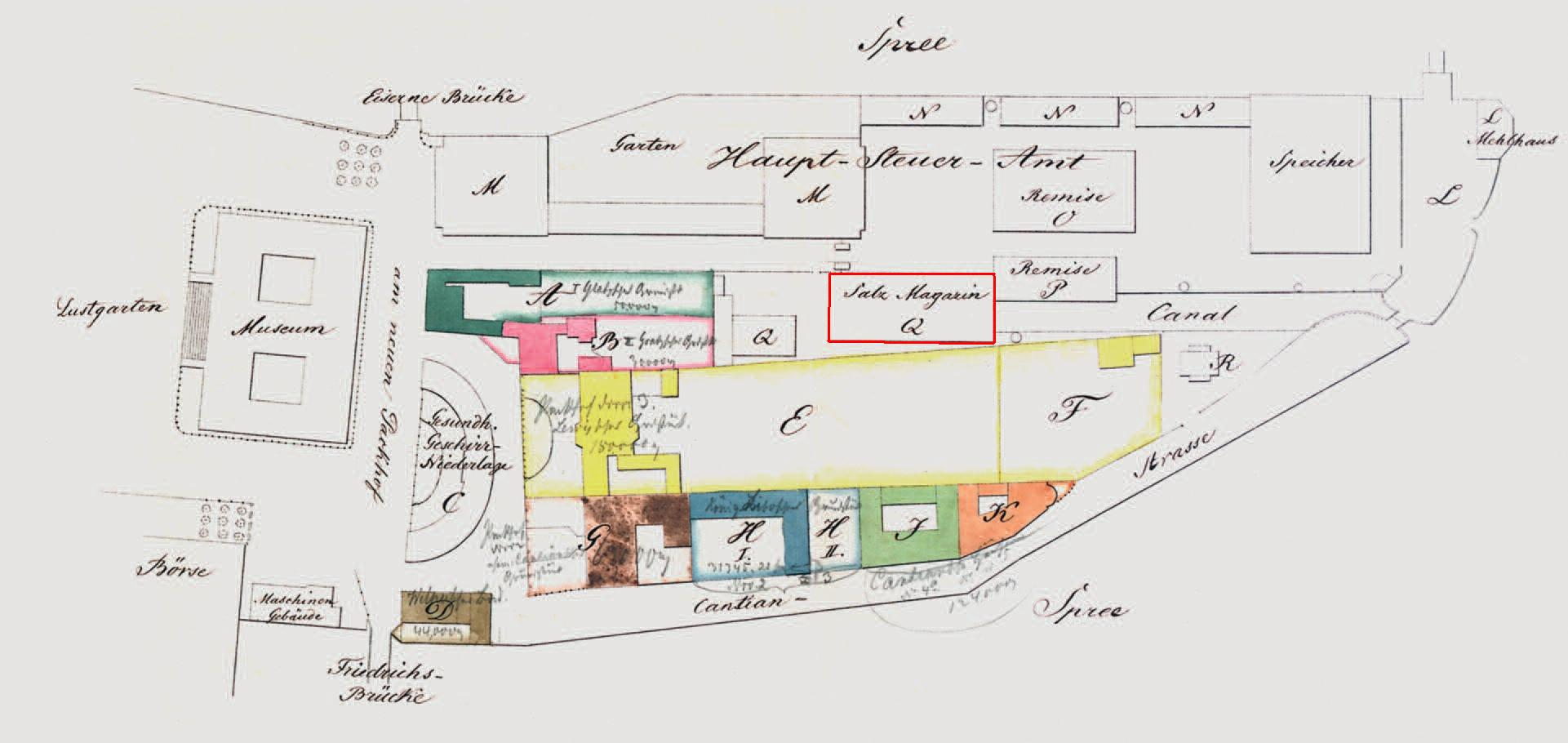
Das Salzmagazin auf der Berliner Museumsinsel lag im Inneren der Museumsinsel und musste durch einen Stichkanal erschlossen werden.
Karte von Olfers, 1841

Zur besseren verkehrsmäßigen Erschließung des Inneren der Museumsinsel ließ der preußische König Friedrich Wilhelm III. 1833 auf einem „Zimmerplatz“, der neben einem Holzlager lag, einen Stichkanal anlegen, auf dem Schiffe von der Spree aus bis zum Mittelpunkt der Museumsinsel gelangen konnten, den sogenannten Salzgraben. Am Ende dieses Stichkanals, auf dem Salzlieferungen erfolgen konnten, lag das Salzmagazin, dessen Ansicht der Berliner Maler Friedrich Wilhelm Klose kurz nach seiner Fertigstellung 1835 in einem Gemälde festgehalten hat (vgl. Abbildung).

## Bauweise des Salzmagazins
Salzmagazine waren Lagerhäuser für Salzvorräte. Sie mussten so gebaut sein, dass das eingelagerte Salz vor Verunreinigungen und vor Feuchtigkeit geschützt war. Nach Krünitz sollten Salzmagazine innen möglichst vollständig mit Holz verkleidet sein. Es musste dafür gesorgt sein, dass Feuchtigkeit, auch feuchte Luft, möglichst nicht in das Salzlager eindringen konnte. Zugleich musste dafür gesorgt werden, dass eventuell eingedrungene Feuchtigkeit wieder abfließen konnte. Dies versuchte man dadurch zu erreichen, dass unter dem Holzboden des Salzlagers ein Luftraum freiblieb. In die Bodendielen wurden in Abständen kleine Löcher gebohrt, damit Wasser, das sich im Salz angesammelt hatte, durch diese Löcher wieder in den Leerraum unter dem Boden abfließen konnte. Verunreinigungen sollte dadurch vermieden werden, dass die Arbeiter keinen direkten Kontakt mit dem Salz erhielten, sondern die Salzlieferungen über bestimmte Trichter, die sich über dem Salzlager befanden und über Treppen erreichbar waren, in den Salzlagerraum hinunterschütten mussten.

## Abriss des Salzmagazins
Im Rahmen des Ausbaus des Museumsareals mit repräsentativen Gebäuden im antiken Stil wurde das Gelände der Museumsinsel in der zweiten Hälfte des 19. Jahrhunderts nach und nach von der ebenfalls vorhandenen Wohnbebauung und den nun störenden gewerblichen Anlagen befreit. Der Salzgraben wurde wieder zugeschüttet. Das Salzmagazin wurde – wie die anderen gewerblichen Bauten, darunter auch das Mehlhaus – im Zusammenhang mit der Errichtung des Pergamon- und des Bodemuseums 1897 abgerissen.